# Jevhen Rudakov
Jevhen Vasyljovyč Rudakov, ukrajinsky Євген Васильович Рудаков, v časech své hráčské kariéry v Československu známý pod poruštěnou verzí svého jména Jevgenij Rudakov (2. ledna 1942 Moskva – 21. prosince 2011 Kyjev) byl ukrajinský fotbalista, brankář, který reprezentoval někdejší Sovětský svaz.
Se sovětskou fotbalovou reprezentací získal stříbrnou medaili na mistrovství Evropy roku 1972. Na tomto turnaji se dostal i do all-stars týmu. Zúčastnil se i Eura 1968, kde Sověti skončili čtvrtí, na závěrečném turnaji však nenastoupil. Vybojoval též bronz na olympijských hrách v Mnichově roku 1972. Celkem za národní tým odehrál 48 utkání.
S Dynamem Kyjev vyhrál v sezóně 1974/75 Pohár vítězů pohárů a následně i Superpohár UEFA, sedmkrát získal titul sovětského mistra (1966, 1967, 1968, 1971, 1974, 1975, 1977), třikrát sovětský pohár (1964, 1966, 1974).
Roku 1971 byl vyhlášen nejlepším fotbalistou SSSR.